# 63 (عدد)
63 (ثلاث وستين) هو عدد طبيعي يلي العدد 62 ويسبق العدد 64.